# Demizu-dōri
Pour les articles homonymes, voir Demizu.
Le Demizu-dōri (出水通, Demizu-dōri) est une voie du centre-nord de Kyoto, dans l'arrondissement de Kamigyō. Orientée est-ouest de son début au Shichihonmatsu-dōri (ja) jusqu'au Senbon-dōri (en), elle devient par la suite orientée ouest-est jusqu'à son aboutissant, le Karasuma-dōri (en), devant le parc du palais impérial de Kyoto, le Kyōto Gyoen.

## Description

### Situation
Le Demizu-dōri est une petite rue de Kyoto situé dans l'arrondissement de Kamigyo débutant au Shichihonmatsu-dōri et terminant au Karasuma-dōri. Elle mesure deux à trois mètres de large et environ 1 600 mètres de long.
Elle est suivie au nord par le Shimochōjamachi-dōri (下長者町通) et précède le Shimodachiuri-dōri et le Shindemizu-dōri (新出水通) au sud. Après le Kyōto Gyoen se trouve sa suite directe, le Kōjinguchi-dōri.

### Voies rencontrées
De l'est vers l'ouest, en sens unique, jusqu'au Senbon-dōri, puis de l'ouest vers l'est jusqu'au Karasuma-dōri. Les voies rencontrées de la droite sont mentionnées par (d), tandis que celles rencontrées de la gauche, par (g), en gardant le sens de l'ouest vers l'est (même quand la rue est orientée est-ouest).
1. Shichihonmatsu-dōri (ja) (七本松通)
2. Rokkenmachi-dōri (六軒町通)
3. (g) Rue sans nom

Rue ouest-est
1. Senbon-dōri (en) (千本通)
2. Tsuchiyamachi-dōri (土屋町通)
3. Jōfukuji-dōri (浄福寺通)
4. Uramon-dōri (裏門通)
5. Chiekōin-dōri (智恵光院通)
6. Higurashi-dōri (日暮通)
7. Matsuyachō-dōri (松屋町通)
8. Ōmiya-dōri (en) (大宮通)
9. Kuromon-dōri (黒門通)
10. Inokuma-dōri (ja) (猪熊通)
11. Yoshiyamachi-dōri (葭屋町通)
12. Horikawa-dōri (en) (堀川通)
13. Higashihorikawa-dōri (en) (東堀川通)
14. Aburanokōji-dōri (ja) (油小路通)
15. Ogawa-dōri (小川通)
16. Nishinotōin-dōri (ja) (西洞院通)

Rue interrompue
1. Shinmachi-dōri (ja) (新町通)
2. Koromonotana-dōri (衣棚通)
3. Muromachi-dōri (en) (室町通)
4. Karasuma-dōri (en) (烏丸通)

- Sources [2] :

## Odonymie
Le nom Demizu (出水), qui signifie inondation, vient du fait qu'il y avait une source d'eau près du Karasuma-dōri et du Demizu-dōri, et que l'eau venait souvent à déborder et inonder la rue qui y passait.

## Histoire
À l'époque de la ville impériale, la rue était le boulevard Konoe (近衛大路, Konoe Ōji). Ce boulevard était aussi surnommé Yōmeimon-dōri (陽明門通) puisqu'il menait au Yōmeimon (ja), une des douze entrées menant au palais Heian. La rue s'étendait à l'est jusqu'au boulevard Higashikyōgoku (東京極大路, Higashikyōgoku-ōji), aujourd'hui le Teramachi-dōri (en) et jusqu'aux entrées est du Rakuchū (ja) (洛中), nom donné à l'aire occupée par la ville impériale.
La construction du nouveau palais impérial durant l'époque d'Edo scinde la rue en deux. La partie de la rue après le Teramachi-dōri finit par devenir le Kōjinguchi-dōri, tandis que la partie après la rivière Kamo, qui s'étend jusqu'au Yoshidahigashi-dōri (吉田東通) devient le Konoe-dōri (ja) (近衛通). La portion ouest de la rue, qui garde le nom Demizu, est elle aussi séparée, mais par la construction du bureau du commissariat militaire de Kyoto, durant le règne du Shogunat Tokugawa.

## Patrimoine et lieux d'intérêt
Après le Senbon-dōri s'y trouve de nombreux petits temples, auxquels on associe les sept Mystères de Demizu (出水の七不思議, Demizu no nana fushigi),. Ils sont :
- Le Kōsei-ji (光清院), où un samouraï prenait l'apparence d'un chat peint dans une peinture votive venait hanter les prêtres du temple ;
- Le Jifuku-ji (地福寺), où se trouve une statue du Yakushi Nyorai qui a prétendument des propriétés guérissantes ;
- Le Kekō-ji (華光寺), où on retrouvait le pin par lequel coulait de l'eau même sans pluie, disparu depuis, et le camélia qui florissait en cinq couleurs ;
- Le Kan'on-ji (観音寺), où se trouve la porte de Cent coups, anciennement dans la prison de Fushimi et déménagée par Toyotomi Hideyoshi. Ceux qui passent devant la porte peuvent entendre les cris des prisonniers auparavant battus devant ;
- Le Gokō-in (五刧院), où un linteau en bois présente des motifs ressemblant à un bouddha qui dort ;
- Le Gokuraku-ji (極楽寺), dont la porte d'entrée comporte deux battants et non un, comme les autres temples. Il s'y trouve un deuxième mystère, qui est que l'eau du puits permettrait à celui qui le boit de gagner n'importe quel concours ;
- Le Zenpuku-ji (善福寺), parfois inclus dans les mystères. La salle principale est construite à même la porte d'entrée, ce qui inusité ;
- Le Gyokuzō-in (玉蔵院), soi-disant hanté par le fantôme du peintre Maruyama Ōkyo ;
- Le Fukushō-ji (ja) (福勝寺), parfois inclus dans les mystères. L'empereur Go-Sai y aurait laissé un cadeau magique.

Au XXIe siècle, la section de la rue entre Horikawa et Karasuma abrite des édifices gouvernementaux comme l'ancien édifice du gouvernement préfectoral (ja), qui occupe la place de l'ancien commissariat militaire de Kyoto. D'autres bâtiments incluent le bureau du procureur de la cour préfectorale de Kyoto (ja), l'édifice administratif à Kyoto du ministère de l'Agriculture, des Forêts et de la Pêche et les bureaux généraux de la Police de Kyoto (ja).
On retrouve très peu de maisons de ville traditionnelles sur la rue.

Lieux d'intérêts sur le Demizu-dōri
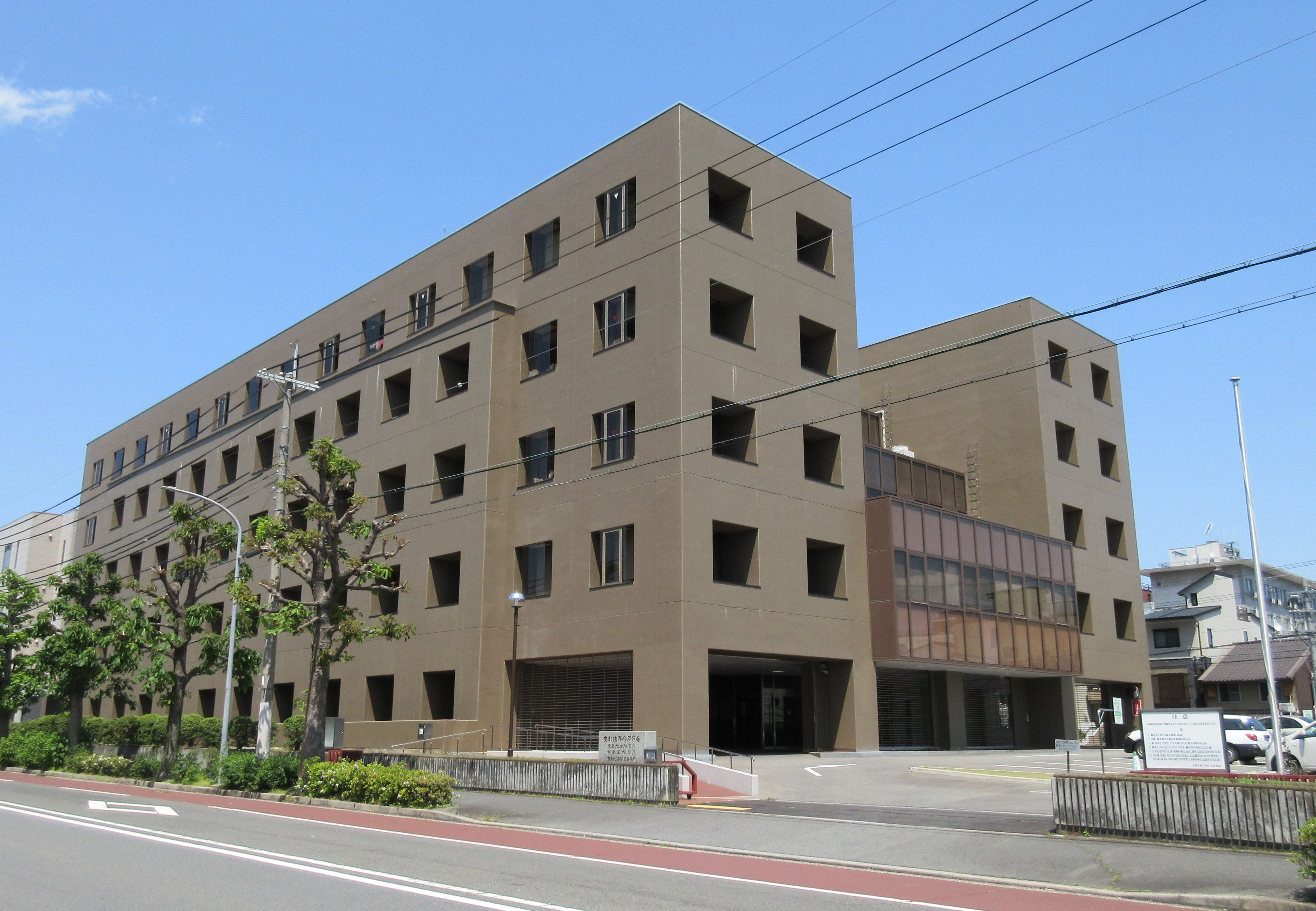
Bureau du procureur.
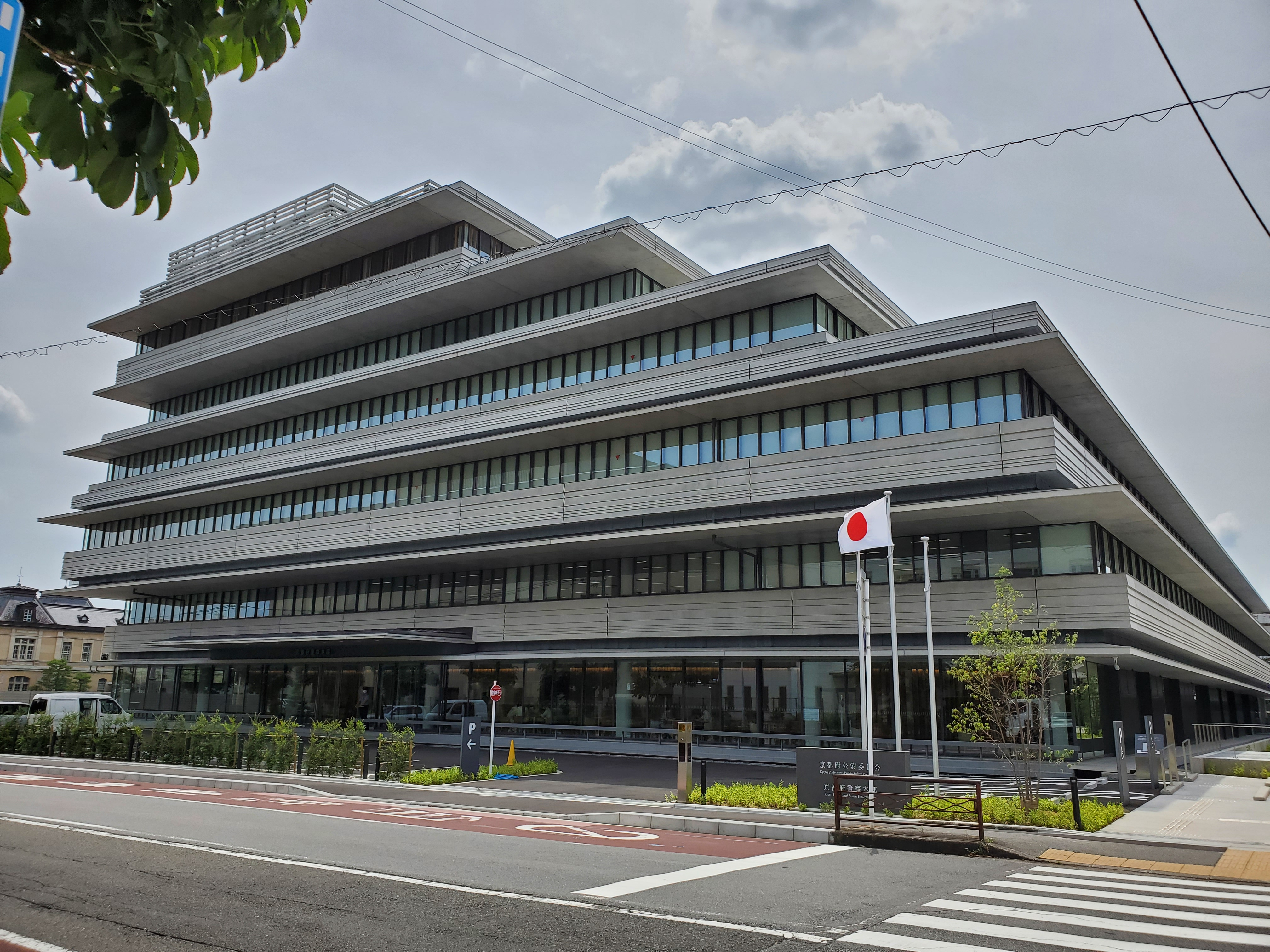
Police de Kyoto.
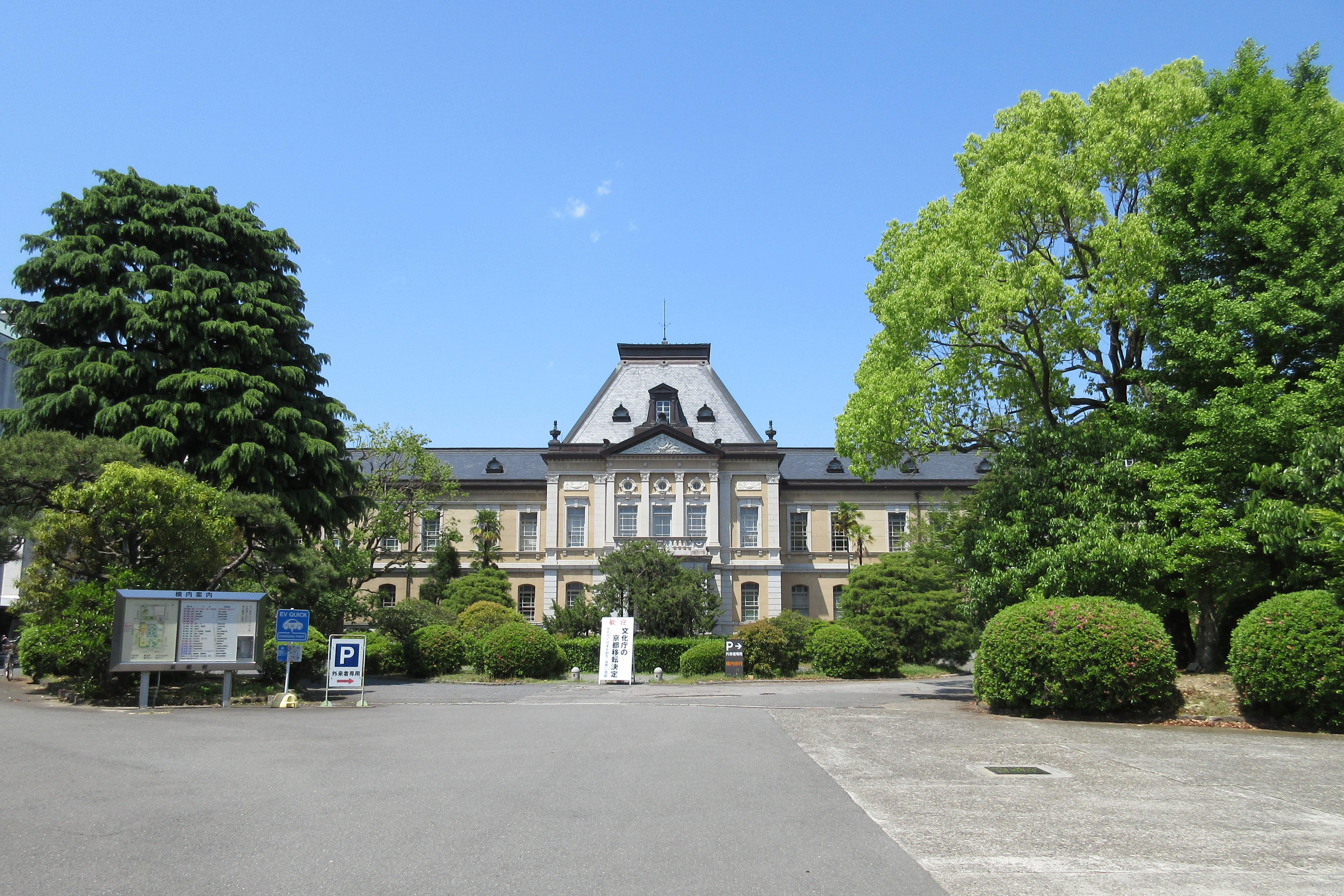
Ancien édifice préfectoral.
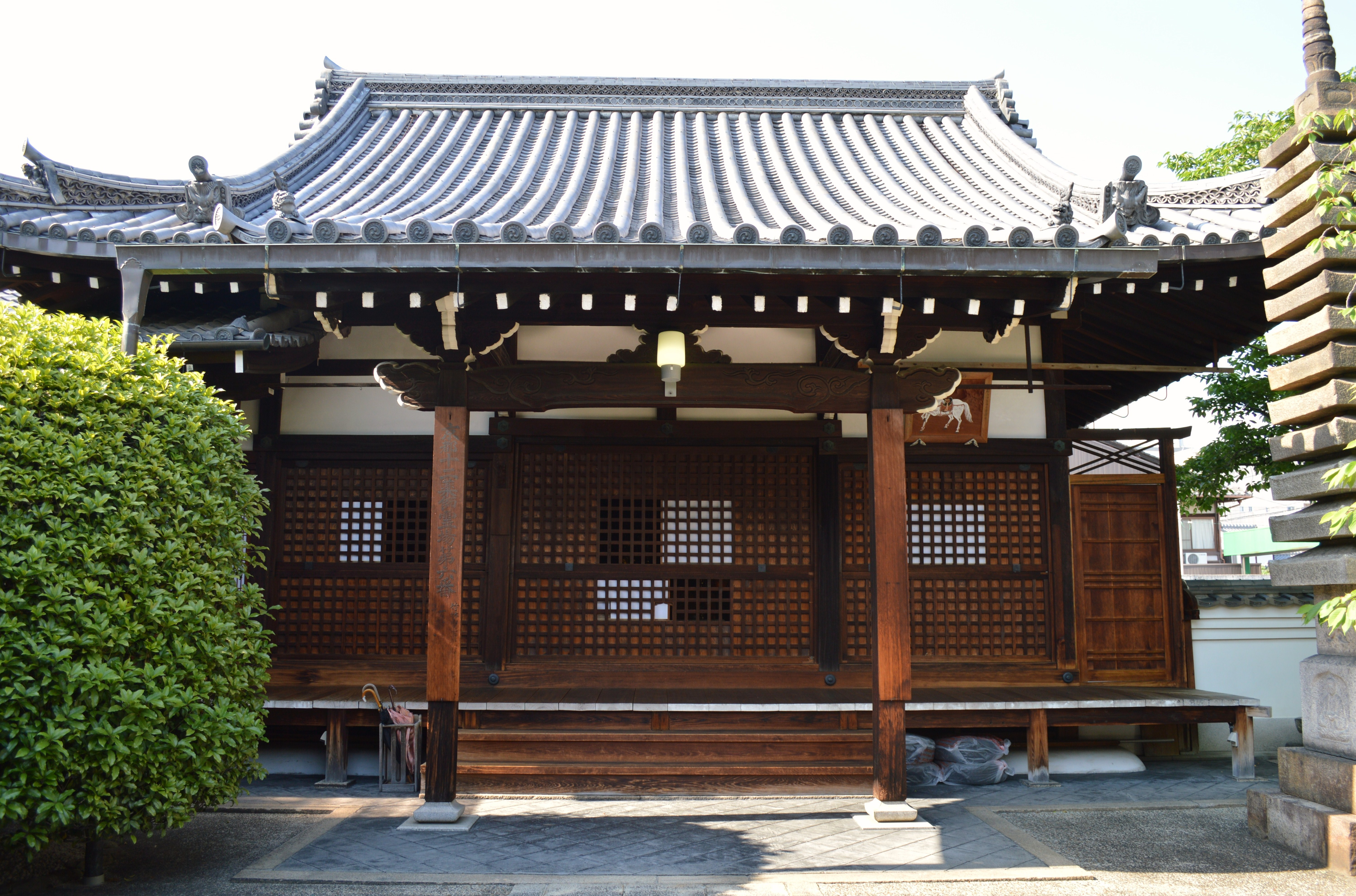
Fukushō-ji.